# Викрадачі лобів
Викрадачі лобів (Trail of the Screaming Forehead) — американська науково-фантастична комедія 2007 року, сценарій написав і зрежисував Ларрі Блеймайр.

## Про фільм
В містечку відбувається зараження повзаючими інопланетянами. Прибульці починають прив'язуватися до людей і захоплювати їх лоби. Вчений експериментує з вилученням прибульців, все йде геть не так.
Однак прибульців переможено. Останній інопланетянин заповзає в ракету, клянучись помститися.

## Знімались
| Актор           | Роль          |
| --------------- | ------------- |
| Деніел Робук    | Амос          |
| Фей Мастерсон   | Шейла Бекстер |
| Ендрю Паркс     | Філіп Летем   |
| HM Вайнант      | Епплторп      |
| Браян Хау       | Ден Фратер    |
| Елісон Мартін   | Міллі         |
| Ларрі Блеймір   | Нік           |
| Дік Міллер      | Едді          |
| Бетті Гаррет    | місіс Катл    |
| Джеймс Карен    | Бікс          |
| Рей Гаррігаузен | коментатор    |